# Rostiech
Rostiech (ros. Ростех) – rosyjskie przedsiębiorstwo wspierające rodzime firmy w zakresie rozwoju, produkcji i eksporcie zaawansowanych technologicznie produktów przemysłowych o przeznaczeniu cywilnym i wojskowym.

## Historia

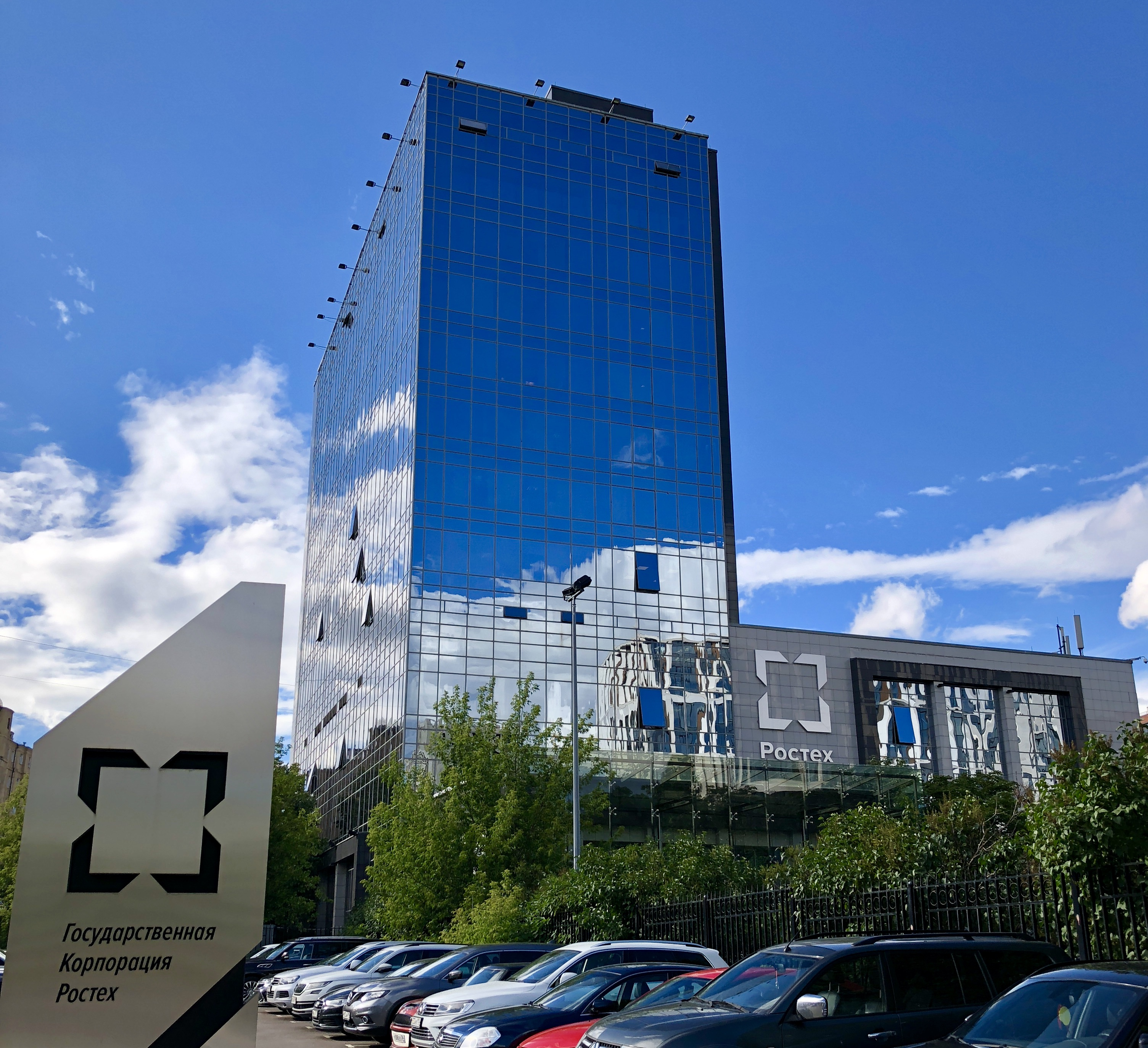
Siedziba przedsiębiorstwa

Przedsiębiorstwo powstało pod nazwą Rostiechnologie 3 listopada 2007 r. na mocy ustawy. Dekretem Dmitrija Miedwiediewa z 10 lipca 2008 r. w skład korporacji weszły 443 przedsiębiorstwa, z których 220 miało problemy finansowe. Już w 2010 r. korporacja wypracowała pierwszy dodatni wynik finansowy, jej zysk netto wyniósł 15 miliardów rubli. W 2012 r. rada nadzorcza podjęła decyzję o zmianie struktury korporacji i zmniejszeniu liczby holdingów do trzynastu. 21 grudnia tego roku ogłoszono rebranding firmy – wprowadzono nowe logo, nazwę Rostiech i hasło „Partner w rozwoju”. Proces rebrandingu był realizowany przez Centrum Komunikacji Strategicznej Apostol oraz grupę brytyjskich specjalistów, którymi kierowała Hazel MacMillan. Łączny kosz tych działań zamknął się w kwocie 1,5 mld dolarów.
Pierwszy etap reformy zakończono w 2014 r. W tym samym roku przedsiębiorstwo zostało objęte sankcjami za uczestniczenie w zajęciu Krymu przez Rosję. Rok później rada nadzorcza przyjęła strategię rozwoju przedsiębiorstwa do 2025 r., która zakładała na ten rok udział produkcji cywilnej na poziomie 50%. Została ona zaktualizowana w 2019 r. W 2016 roku zysk firmy w Rosji wyniósł 130 miliardów rubli. W kolejnych latach funkcjonowania korporacja odnotowywała poważne wzrosty. W 2017 r. wartość wyeksportowanego sprzętu wojskowego wyniosła 13 mld dolarów. W tym roku dochody Rostiecha wyniosły 1,5 biliona rubli, co oznaczało wzrost o 300% w odniesieniu do 2009 r.
Od 2020 r. Rostiech zaangażował się w badania związane z koronawirusem. W 2021 r. opracowano lek przeciwko COVID-19 pod nazwą „COVID-globulina” (ros. «КОВИД-глобулин», KOWID-globulin). W 2022 r. Rostiech zadeklarował przychód na poziomie 27,2 miliarda dolarów, co oznacza czterokrotny wzrost w przeciągu 15 lat funkcjonowania przedsiębiorstwa. Po agresji Rosji na Ukrainę Rostiech zintensyfikował swoją produkcję zbrojeniową. Według Siergieja Czemiezowa w 2023 r. produkcja czołgów wzrosła siedmiokrotnie, lekkich pojazdów opancerzonych 4,5 raza a zestawów artylerii wieloprowadnicowej 2,5 raza. Ponadto koncern 60-krotnie zwiększył produkcję amunicji. Jednocześnie zapowiedziano wzrost produkcji amunicji krążącej Zala Kub-BLA, dronów kamikadze Zala Łancet-3 oraz rozpoznawczych Tachion i Granat-4.

## Galeria

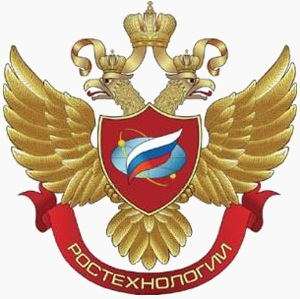
Logo z lat 2007-2009
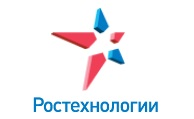
Logo z lat 2009-2012
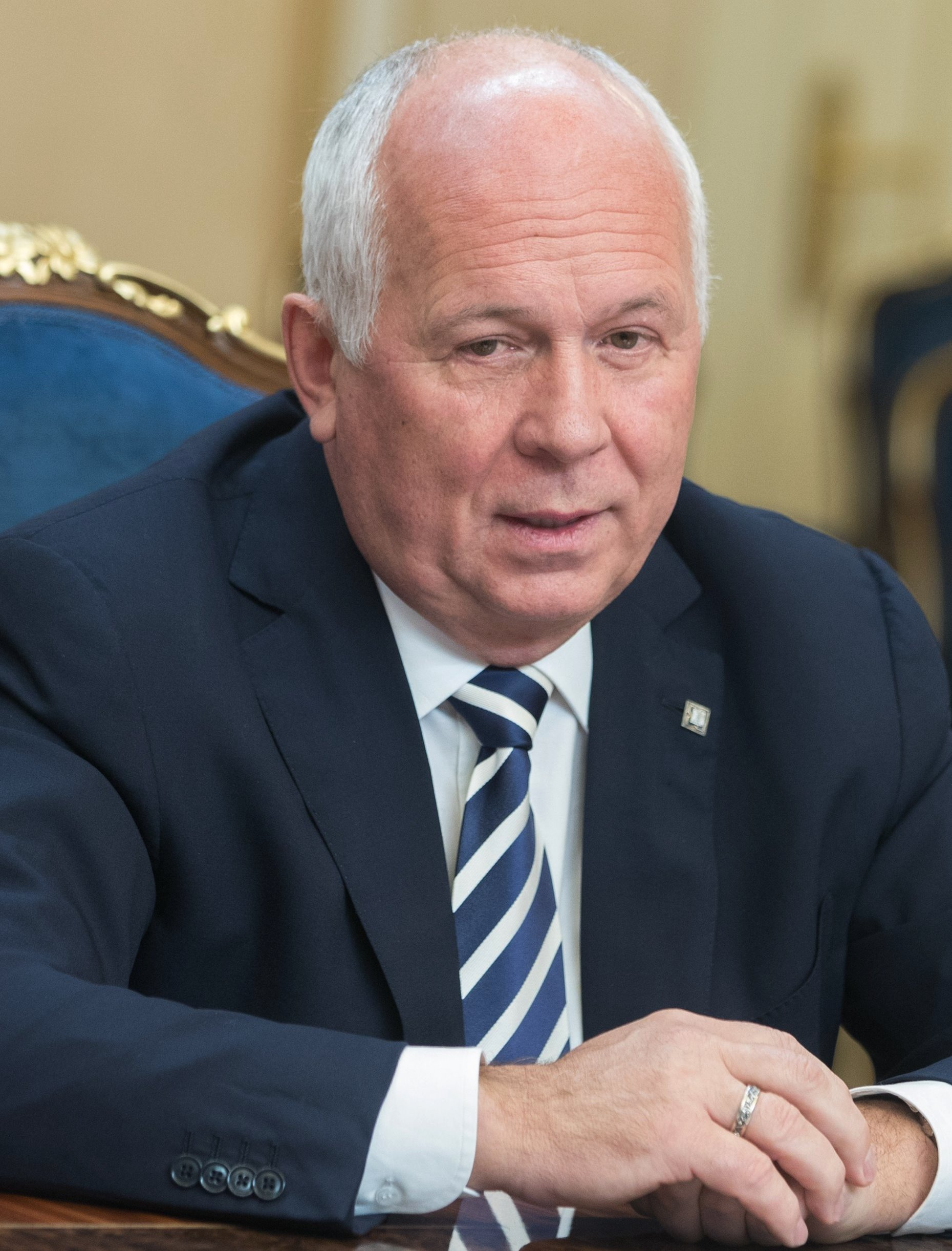
Prezes Siergiej Czemiezow